# Carlos Alberto Parreira
Carlos Alberto Gomes Parreira (Rio de Janeiro, 27 de febrer de 1943) és un entrenador de futbol brasiler.

## Carrera com a entrenador
Va dirigir la Selecció del Brasil a la victòria en la Copa del Món de Futbol de 1994 i va dirigir-la novament en el Mundial d'Alemanya de 2006, on van ser eliminats davant França a la ronda de quarts de final, amb un pèssim joc, que va provocar que deixés el càrrec, davant les crítiques de la premsa del Brasil, que l'assenyalaven com el culpable que el Brasil no desplegués el seu jogo bonito.
Parreira és conegut per haver estat un dels dos tècnics que ha dirigit a cinc diferents seleccions nacionals en la Copa del Món: Kuwait el 1982, Emirats Àrabs Units el 1990, Brasil el 1994, Aràbia Saudita el 1998 i Sud-àfrica el 2010. L'altre tècnic que ha aconseguit aquesta marca és el serbi Bora Milutinovic, qui va completar el seu cinquè mundial quan va dirigir la República Popular de la Xina, el 2002.
El 1997, Parreira va dirigir els MetroStars de la Major League Soccer. També va entrenar dos famosos clubs del Brasil: Fluminense i SC Corinthians, als quals els va donar dos dels trofeus nacionals més importants de 2003: La Copa del Brasil i el Campionat Paulista.
Després del Mundial dels Estats Units, el 1994, fitxà pel València CF de la mà de Paco Roig. A mitjan temporada, però, fou destituït perquè no s'aconseguiren les expectatives desitjades.
Va dirigir l'amfitriona Selecció de futbol de Sud-àfrica durant el Mundial 2010.